# Landgericht Au
Das Landgericht Au war ein Landgericht älterer Ordnung im Königreich Bayern. Es bestand von 1835 bis zur Eingemeindung von Au nach München 1854.

## Geschichte
Auf dem Gebiet des heutigen Landkreises München wurde 1803 als Landgericht älterer Ordnung das Landgericht München gebildet. Es war für das Münchner Umland zuständig. Für das Stadtgebiet selbst gab es ab 1804 das Stadtgericht München, und ab 1809 wurde München zur kreisunmittelbaren Stadt mit einem eigenen Polizeidirektor. Stadt- und Landgericht München gehörten zum Isarkreis, der 1838 in Oberbayern umbenannt wurde. Bereits 1831 sollte das Landgericht München aufgeteilt werden. Es entstand bis 1835 das neue Landgericht Au, das den Isarrain mit der Au, Giesing und Harlaching, Haidhausen, Berg am Laim, Bogenhausen, Oberföhring und Fasangarten umfasste. Nach der Eingemeindung von Au, Giesing und Haidhausen in die Stadt München am 1. Oktober 1854 wurde für die neuen Stadtteile das Stadtgericht München rechts der Isar geschaffen, aus dem bisherigen Stadtgericht München wurde das Stadtgericht München links der Isar. Gleichzeitig fand eine Umorganisation der Landgerichte des Umlandes statt: Aus dem Landgericht München wurde das Landgericht München links der Isar und aus den Restgemeinden des bisherigen Landgerichts Au das Landgericht München rechts der Isar.